# Orthopichonia seretii
Orthopichonia seretii là một loài thực vật có hoa trong họ La bố ma. Loài này được (De Wild.) Vonk mô tả khoa học đầu tiên năm 1989.